# Flakmoped

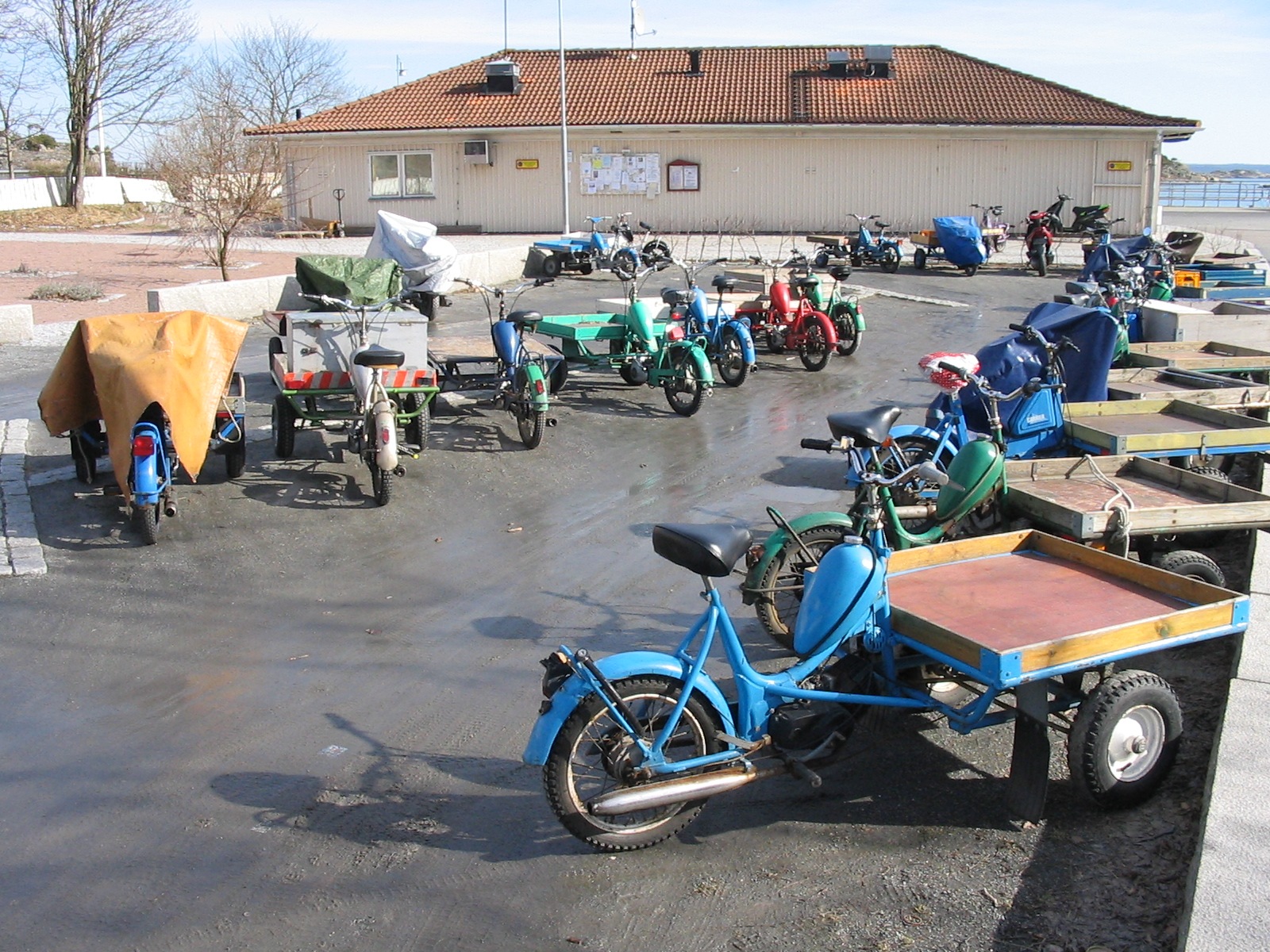
Flakmopeder uppställda på Styrsö i Göteborgs skärgård.

En flakmoped, även kallad packmoped, lastmoped, transportmoped (ofta förkortat flaka eller transa) är en trehjulig typ av moped. Den har ett flak framtill – eller (mer sällan) baktill – för att möjliggöra större transporter. De är särskilt vanliga på vissa öar i skärgårdar, där biltrafik inte är tillåten.
Det finns tillbehör såsom lastgaller och lastboxar för att ytterligare öka användbarheten.

## Galleri

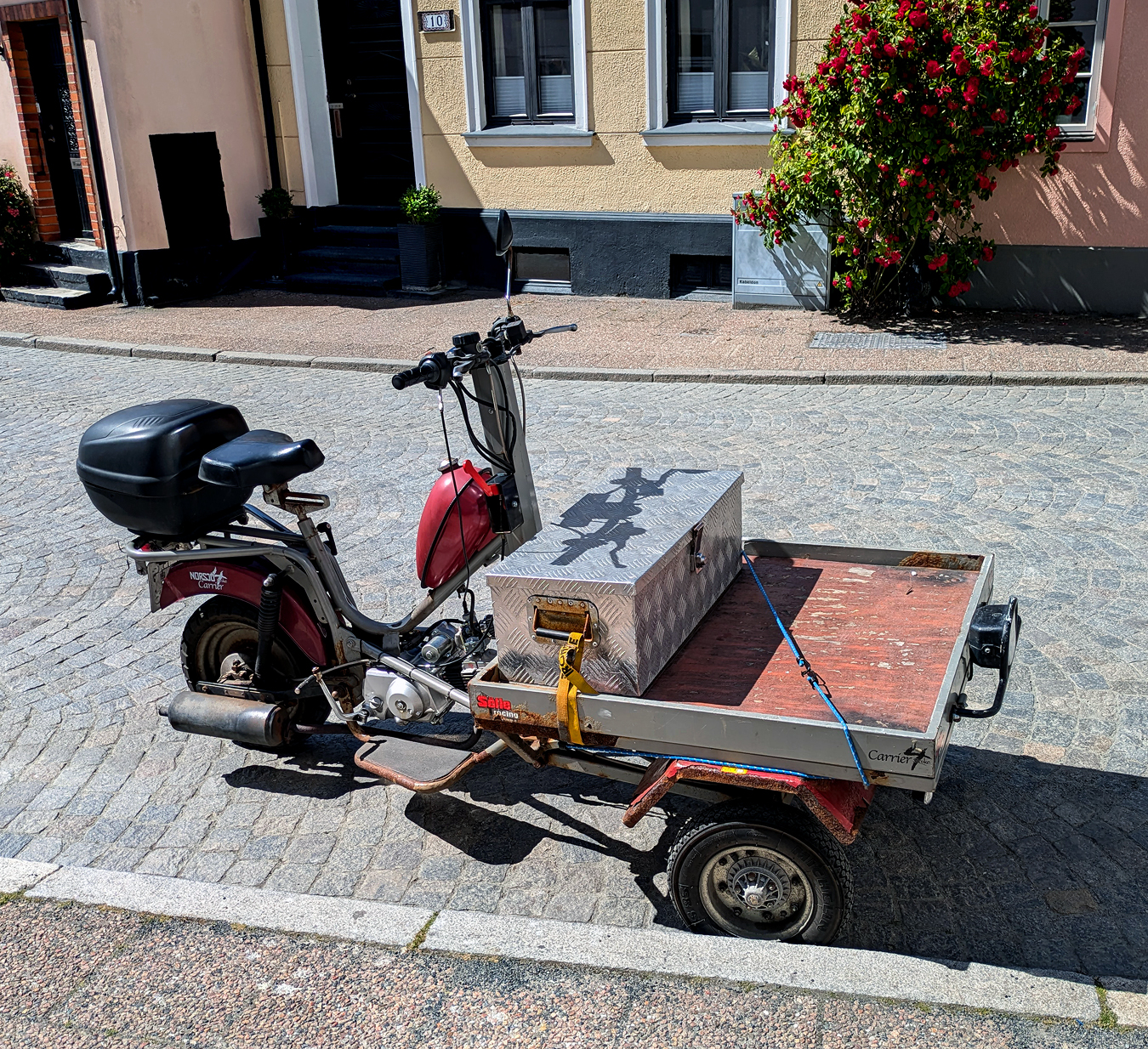
En flakmoped i centrala Ystad 2025,
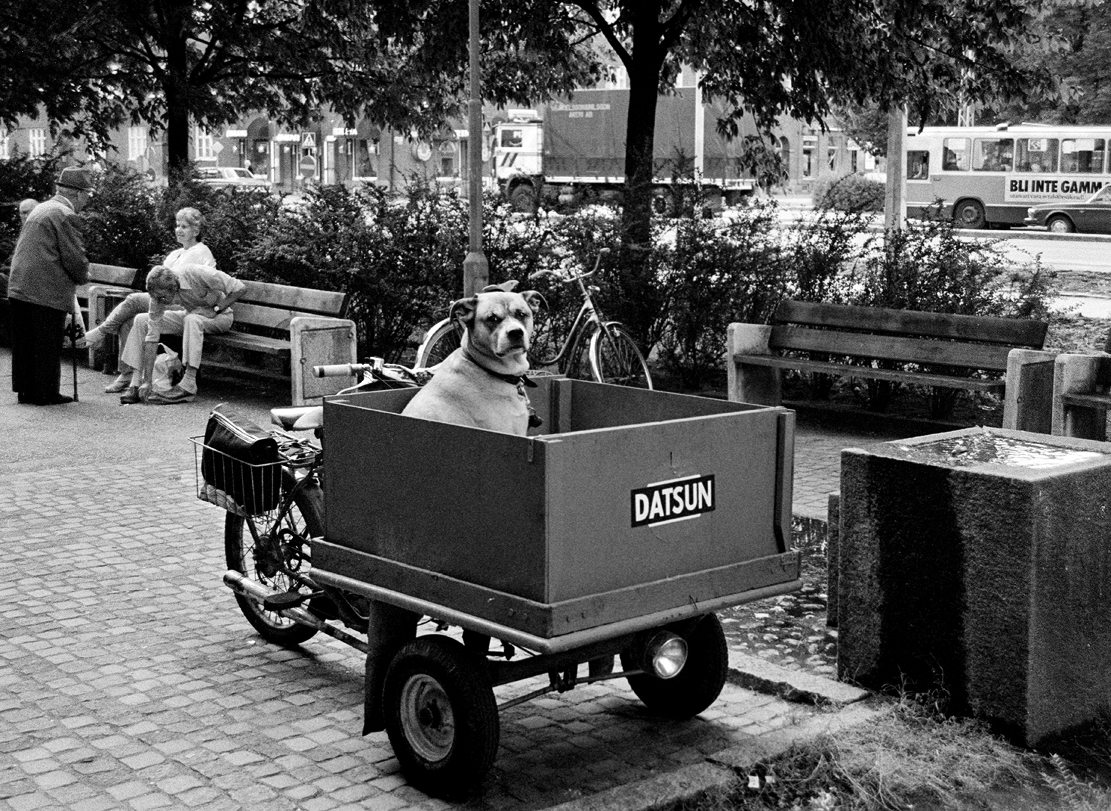
En hund vaktar en flakmoped i Malmö 1985.